# Carlton (Alabama)
Carlton – jednostka osadnicza w Stanach Zjednoczonych, w stanie Alabama, w hrabstwie Clarke.